# Конный спорт на летних Олимпийских играх 1964
Соревнования по конному спорту на летних Олимпийских играх 1964 года проходили в Каруидзава. Спортсмены состязались в выездке, троеборье и конкуре, как в личном, так и в командном зачёте.

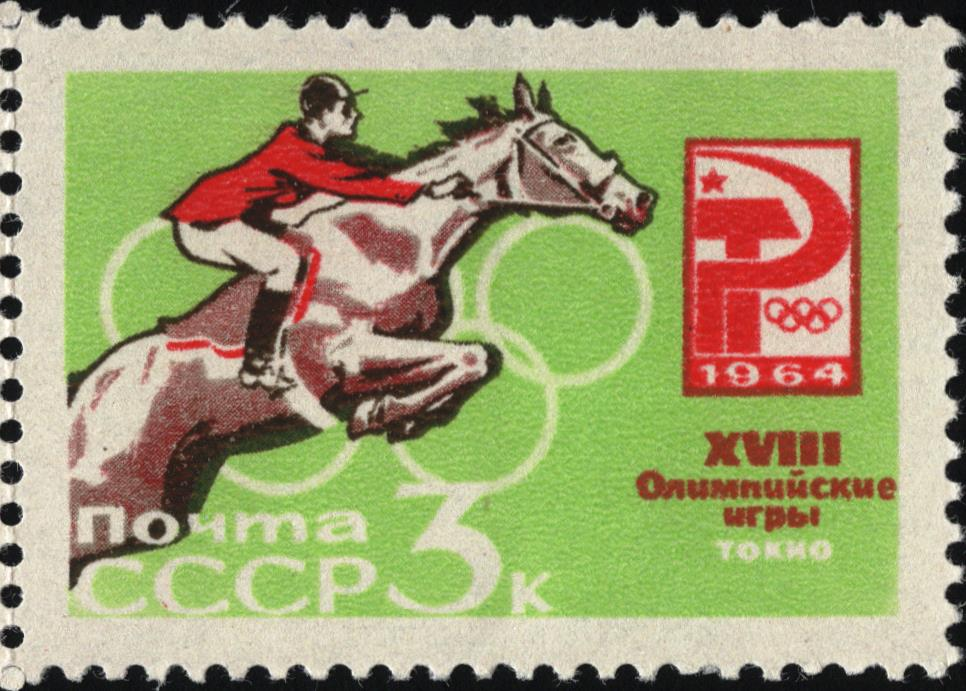
Почтовая марка

## Общий медальный зачёт
| Место | Страна                          | Золото | Серебро | Бронза | Всего |
| ----- | ------------------------------- | ------ | ------- | ------ | ----- |
| 1     | Объединённая германская команда | 2      | 2       | 2      | 6     |
| 2     | Италия                          | 2      | 0       | 1      | 3     |
| 3     | Франция                         | 1      | 1       | 0      | 2     |
| 3     | Швейцария                       | 1      | 1       | 0      | 2     |
| 5     | Аргентина                       | 0      | 1       | 0      | 1     |
| 5     | США                             | 0      | 1       | 0      | 1     |
| 7     | СССР                            | 0      | 0       | 2      | 2     |
| 8     | Великобритания                  | 0      | 0       | 1      | 1     |

## Медалисты
| Дисциплина                     | Золото                                                                                 | Серебро                                                        | Бронза                                                                        |
| ------------------------------ | -------------------------------------------------------------------------------------- | -------------------------------------------------------------- | ----------------------------------------------------------------------------- |
| Выездка Личное первенство      | Анри Шаммартен на Wörmann Швейцария                                                    | Харри Больдт на Remus Объединённая германская команда          | Сергей Филатов на Абсенте СССР                                                |
| Выездка Командное первенство   | Объединённая германская команда · Харри Больдт · Райнер Климке · Йозеф Неккерман       | Швейцария · Анри Шаммартен · Густав Фишер · Марианне Госвайлер | СССР · Иван Калита · Иван Кизимов · Сергей Филатов                            |
| Троеборье Личное первенство    | Мауро Кекколи на Surbean Италия                                                        | Карлос Мораторио на Chalan Аргентина                           | Фриц Лиггес на Donkosak Объединённая германская команда                       |
| Троеборье Командное первенство | Италия · Мауро Кекколи · Паоло Анджиони · Джузеппе Равано                              | США · Майкл Пэйдж · Кевин Фримен · Майкл Пламб                 | Объединённая германская команда · Фриц Лиггес · Хорст Карстен · Герхард Шульц |
| Конкур Личное первенство       | Пьер-Жонкер д’Ориола на Lutteur B Франция                                              | Херман Шридде на Dozent II Объединённая германская команда     | Питер Робесон на Firecrest Великобритания                                     |
| Конкур Командное первенство    | Объединённая германская команда · Херман Шридде · Курт Яразински · Ханс Гюнтер Винклер | Франция · Пьер-Жонкер д’Ориола · Жану Лефевр · Ги Лефран       | Италия · Пьеро Д’Инцео · Раймондо Д’Инцео · Грациано Манчинелли               |